# Anomophthalmus
Anomophthalmus är ett släkte av skalbaggar. Anomophthalmus ingår i familjen vivlar.
Kladogram enligt Catalogue of Life:
| Anomophthalmus | \| \| Anomophthalmus crawsheyi \| \| \| \| \| \| Anomophthalmus insolitus \| \| \| \| |
|                | \| \| Anomophthalmus crawsheyi \| \| \| \| \| \| Anomophthalmus insolitus \| \| \| \| |
|                | Anomophthalmus crawsheyi                                                              |
|                |                                                                                       |
|                | Anomophthalmus insolitus                                                              |
|                |                                                                                       |